# 白瀚德
白瀚德（德語：Hendrik Barkeling），德国外交官，萨拉曼卡大学文科硕士，现任德国驻沈阳总领事。曾任德国驻华大使馆经济总处主任等职务。